# ويليام مايرز (سياسي)
ويليام مايرز (بالإنجليزية: William Myers)‏ هو سياسي بريطاني (وحمل سابقاً جنسية المملكة المتحدة لبريطانيا العظمى وأيرلندا)، ولد في 30 نوفمبر 1854، وتوفي في 21 ديسمبر 1933. حزبياً، نشط في حزب المحافظين. في الانتخابات العمومية البريطانية 1892 ‏، انتخب عضو برلمان المملكة المتحدة الـ25 عن دائرة وينتشستر (4 يوليو 1892 – 8 يوليو 1895) وفي الانتخابات العمومية البريطانية 1895 ‏، انتخب عضو برلمان المملكة المتحدة الـ26 عن دائرة وينتشستر (13 يوليو 1895 – ) وفي الانتخابات العمومية البريطانية 1900 ‏، انتخب عضو برلمان المملكة المتحدة الـ27 عن دائرة وينتشستر ( – 8 يناير 1906).